# Episodi di Bluey (prima stagione)
| n° | Titolo originale                 | Titolo italiano                   | Prima TV originale | Prima TV Italia |
| -- | -------------------------------- | --------------------------------- | ------------------ | --------------- |
| 1  | Magic Xylophone                  | Lo xilofono magico                | 1º ottobre 2018    | 9 dicembre 2019 |
| 2  | Hospital                         | Ospedale                          | 2 ottobre 2018     | 9 dicembre 2019 |
| 3  | Keepy Uppy                       | Keepy Uppy                        | 3 ottobre 2018     |                 |
| 4  | Daddy Robot                      | Papà Robot                        | 4 ottobre 2018     |                 |
| 5  | Shadowlands                      | Terra all'ombra                   | 5 ottobre 2018     |                 |
| 6  | The Weekend                      | Il weekend                        | 6 ottobre 2018     |                 |
| 7  | BBQ                              | Barbecue                          | 7 ottobre 2018     |                 |
| 8  | Fruitbat                         | Pipistrello della frutta          | 8 ottobre 2018     |                 |
| 9  | Horsey Ride                      | Cavalluccio                       | 9 ottobre 2018     |                 |
| 10 | Hotel                            | Hotel                             | 10 ottobre 2018    |                 |
| 11 | Bike                             | Bicicletta                        | 11 ottobre 2018    |                 |
| 12 | Bob Bilby                        | Bilby Bob                         | 12 ottobre 2018    |                 |
| 13 | Spy Game                         | Il gioco delle spie               | 13 ottobre 2018    |                 |
| 14 | Takeaway                         | Takeaway                          | 14 ottobre 2018    |                 |
| 15 | Butterflies                      | Farfalle                          | 15 ottobre 2018    |                 |
| 16 | Yoga Ball                        | Palla da yoga                     | 16 ottobre 2018    |                 |
| 17 | Calypso                          | Calypso                           | 17 ottobre 2018    |                 |
| 18 | The Doctor                       | La dottoressa                     | 18 ottobre 2018    |                 |
| 19 | The Claw                         | L'artiglio                        | 19 ottobre 2018    |                 |
| 20 | Markets                          | Mercato                           | 20 ottobre 2018    |                 |
| 21 | Blue Mountains                   | Le montagne azzurre               | 21 ottobre 2018    |                 |
| 22 | The Pool                         | La piscina                        | 22 ottobre 2018    |                 |
| 23 | Shops                            | Il negozio                        | 23 ottobre 2018    |                 |
| 24 | Wagonride                        | Giro in carretto                  | 24 ottobre 2018    |                 |
| 25 | Taxi                             | Taxi                              | 25 ottobre 2018    |                 |
| 26 | The Beach                        | La spiaggia                       | 26 ottobre 2018    |                 |
| 27 | Pirates                          | Pirati                            | 1º aprile 2019     |                 |
| 28 | Grannies                         | Nonne                             | 2 aprile 2019      |                 |
| 29 | The Creek                        | Il torrente                       | 3 aprile 2019      |                 |
| 30 | Fairies                          | Fate                              | 4 aprile 2019      |                 |
| 31 | Work                             | Lavoro                            | 5 aprile 2019      |                 |
| 32 | Bumpy and the Wise Old Wolfhound | Bumpy e l'anziana levriera saggia | 6 aprile 2019      |                 |
| 33 | Trampoline                       | Tappeto elastico                  | 7 aprile 2019      |                 |
| 34 | The Dump                         | La discarica                      | 8 aprile 2019      |                 |
| 35 | Zoo                              | Zoo                               | 9 aprile 2019      |                 |
| 36 | Backpackers                      | Escursionisti                     | 10 aprile 2019     |                 |
| 37 | The Adventure                    | L'avventura                       | 11 aprile 2019     |                 |
| 38 | Copycat                          | Copiona                           | 12 aprile 2019     |                 |
| 39 | The Sleepover                    | Il pigiama party                  | 13 aprile 2019     |                 |
| 40 | Early Baby                       | Bebè in anticipo                  | 14 aprile 2019     |                 |
| 41 | Mums and Dads                    | Mamma e papà                      | 15 aprile 2019     |                 |
| 42 | Hide and Seek                    | Nascondino                        | 16 aprile 2019     |                 |
| 43 | Camping                          | Campeggio                         | 17 aprile 2019     |                 |
| 44 | Mount Mumandad                   | Monte Mammaepapà                  | 18 aprile 2019     |                 |
| 45 | Kids                             | Bambini                           | 19 aprile 2019     |                 |
| 46 | Chickenrat                       | Topollo                           | 20 aprile 2019     |                 |
| 47 | Neighbours                       | Vicini                            | 21 aprile 2019     |                 |
| 48 | Teasing                          | Dispetti                          | 22 aprile 2019     |                 |
| 49 | Asparagus                        | Asparago                          | 23 aprile 2019     |                 |
| 50 | Shaun                            | Shaun                             | 24 aprile 2019     |                 |
| 51 | Daddy Putdown                    | Serata con papà                   | 25 aprile 2019     |                 |
| 52 | Verandah Santa                   | Babbo veranda                     | 12 dicembre 2019   |                 |